# Wabash Avenue
Pour les articles homonymes, voir Wabash.
Wabash Avenue est une avenue de la ville de Chicago dans l'État de l'Illinois.

## Situation et accès
Longue de près de 20 kilomètres, elle est orientée nord-sud en parallèle de l'avenue commerçante de Michigan Avenue et traverse de nombreux quartiers de la ville dont ceux de North Side, Downtown Chicago et South Side.

## Origine du nom
Wabash Avenue trouve son origine dans la rivière Wabash, qui traverse l'Indiana et l'Illinois.

## Bâtiments remarquables et lieux de mémoire
De nombreux points d'intérêts se trouvent sur son tracé dont l'Union Loop (l'un des symboles les plus significatifs de Chicago), la Trump International Hotel and Tower (2e plus haut gratte-ciel de la ville), l'institut de technologie de l'Illinois (IIT) ou encore des bâtiments historiques comme le Wabash Avenue YMCA entre autres.

## Dans la culture populaire
- La Rue de la gaieté (Wabash Avenue), un film musical d'Henry Koster sorti en 1950.